# トイ・ストーリー・マニア!
- ディズニーパーク > 東京ディズニーリゾート > 東京ディズニーシー
  - アメリカンウォーターフロント > トイ・ストーリー・マニア!

トイ・ストーリー・マニア!のロゴ

  - 東京ディズニーシーのアトラクションの一覧 > トイ・ストーリー・マニア!

トイ・ストーリー・マニア!(Toy Story Midway Mania!)は、世界のディズニーパークにあるアトラクション。

## 概要
ディズニー・ピクサー映画『トイ・ストーリー』シリーズの世界観をモチーフとした、3D映像を駆使したシューティングアトラクション。3Dメガネをかけたゲストは「トラム」というライドに乗って、トイ・ストーリーのキャラクター達のシューティングゲームを楽しむ。トラムにはカラフルな大砲「シューティング・ローディッド・シューター」が装備されており、シューターに付いているひもを引っ張って弾を発射して的を狙っていく。シューティングゲームとスコア発表は全てスクリーンで行い、ゲストが乗ったトラムが順番にスクリーンの前に止まってゲームを行う。トイ・ストーリーをテーマとしたシューティング型ライドアトラクションに「バズ・ライトイヤーのアストロブラスター」があるが、それとは異なりゲームの的や背景、矢などはすべてCGで再現している。
アメリカの2つのパークでは2010年5月下旬より『トイ・ストーリー3』の公開に合わせ、当映画の新キャラクターを登場させリニューアルされた。一部ゲームのキャラクターや的が変更されたが、ゲームの内容はリニューアル前とさほど変わらない。東京は映画公開後のオープンの為、リニューアル後のものが導入されている。
ゲーム名/英語での名称/登場キャラクター（リニューアル後）
1. パイ・スロウ・プラクティス・ブース/Pie Throw Practice Booth/ウッディ、バズ、ジェシー、レックス - キャラクターが持っている的にパイを投げる。練習用ゲームなので、点数には入らない。
2. ハム＆エッグ/Hamm & Eggs/ハム、バターカップ - 卵を投げて動物の的に当てていく。
3. レックスとトリクシーの恐竜ダーツ/Rex and Trixie's Dino Darts/レックス、トリクシー - 風船をダーツで割っていく。
4. グリーン・アーミー・メン・シュートキャンプ/Green Army Men Shoot Camp/グリーン・アーミー・メン - 皿をボールで割っていく。
5. バズ・ライトイヤーのフライングトーサー/Buzz Lightyear's Flying Tossers/バズ、エイリアン - エイリアンやロケットにリングをかけていく。
6. ウッディのルーティン・トゥーティン・シューティン・ギャラリー/Woody's Rootin' Tootin' Shootin' Gallery/ウッディ、ジェシー - 的にゴムの矢を当てていく。このゲームのみ、途中でトラムが動きながらシューティングをする部分がある。
7. ウッディのボーナスラウンドアップ/Woody's Bonus Round Up/ブルズアイ、プロスペクター - 的にゴムの矢を当てていく。高得点の的が複数登場する。最後に登場する大きな的は、最初は500点だが、矢を当てれば当てるほど1000点、2000点、5000点と上がっていく。

ゲーム名/登場キャラクター（リニューアル前）
1. パイ・スロウ・プラクティス・ブース/Pie Throw Practice Booth/ウッディ、バズ、ジェシー、レックス - キャラクターが持っている的にパイを投げる。練習用ゲームなので、点数には入らない。
2. ハム＆エッグ/Hamm & Eggs/ハム、レックス - 卵を投げて動物の的に当てていく。
3. ボー・ピープのバルーンポップ/Bo Peep's Baaaloon Pop/ボー・ピープ、羊、ウィージー - 風船をダーツで割っていく。
4. グリーン・アーミー・メン・シュートキャンプ/Green Army Men Shoot Camp/グリーン・アーミー・メン - 皿をボールで割っていく。
5. バズ・ライトイヤーのフライングトーサー/Buzz Lightyear's Flying Tossers/バズ、エイリアン - エイリアンやロケットにリングをかけていく。
6. ウッディのルーティン・トゥーティン・シューティン・ギャラリー/Woody's Rootin' Tootin' Shootin' Gallery/ウッディ、ジェシー - 的にゴムの矢を当てていく。
7. ウッディのボーナスラウンドアップ/Woody's Bonus Round Up/ブルズアイ、プロスペクター - 高得点の的が複数登場する。

また、ライドの間隔調整などの際にはそれぞれのゲームに合わせた0点の的が出現し、シューティングの練習ができる。名称はアメリカの2パークでは「ホールドタイム」、東京では「ブレイクタイム」となっている。
最後のスコア発表のランクは「ウッディのラウンドアップ」に登場した動物達で表示される（合計得点の高い順にシカ、ウサギ、ヤマネコ、スカンク、ビーバー、カメとなっている）。その後にトラム内のベストスコア、1時間のベストスコア、今日のベストスコア、今月のベストスコアも発表される。トラムに搭載されている液晶モニターには、自身のスコアと命中率が表示される。リニューアル前のものは、今日のベスト3のスコアと今月のベストスコアが発表されていた。

## このアトラクションが存在するパーク
- ディズニー・カリフォルニア・アドベンチャー（ディズニーランド・リゾート）
- ディズニー・ハリウッド・スタジオ（ウォルト・ディズニー・ワールド・リゾート）
- 東京ディズニーシー（東京ディズニーリゾート）

## 各施設紹介

### ディズニー・カリフォルニア・アドベンチャー
| トイ・ストーリー・マニア！ Toy Story MIDWAY MANIA! | トイ・ストーリー・マニア！ Toy Story MIDWAY MANIA! | トイ・ストーリー・マニア！ Toy Story MIDWAY MANIA! | トイ・ストーリー・マニア！ Toy Story MIDWAY MANIA! |
| -------------------------------------------------- | -------------------------------------------------- | -------------------------------------------------- | -------------------------------------------------- |
| オープン日                                         | オープン日                                         | 2008年6月17日                                      | 2008年6月17日                                      |
| スポンサー                                         | スポンサー                                         | なし                                               | なし                                               |
| 所要時間                                           | 所要時間                                           | 6分                                                | 6分                                                |
| 利用制限                                           |                                                    | なし                                               | なし                                               |
| ファストパス                                       | ファストパス                                       |                                                    | 対象外                                             |
| シングルライダー                                   | シングルライダー                                   |                                                    | 対象外                                             |

ディズニー・カリフォルニア・アドベンチャー版は、ピクサー・ピア（当初はパラダイス・ピアという名称）に設置されている。外観は東京版に似たビクトリア時代のカーニバル風になっている。
以前はシングルライダーを実施していたが、2010年に廃止された。

### ディズニー・ハリウッド・スタジオ
| トイ・ストーリー・マニア！ Toy Story MIDWAY MANIA! | トイ・ストーリー・マニア！ Toy Story MIDWAY MANIA! | トイ・ストーリー・マニア！ Toy Story MIDWAY MANIA! | トイ・ストーリー・マニア！ Toy Story MIDWAY MANIA! |
| -------------------------------------------------- | -------------------------------------------------- | -------------------------------------------------- | -------------------------------------------------- |
| オープン日                                         | オープン日                                         | 2008年5月31日                                      | 2008年5月31日                                      |
| スポンサー                                         | スポンサー                                         | なし                                               | なし                                               |
| 所要時間                                           | 所要時間                                           | 5分                                                | 5分                                                |
| 利用制限                                           |                                                    | なし                                               | なし                                               |
| ファストパス                                       | ファストパス                                       |                                                    | ○                                                  |
| シングルライダー                                   | シングルライダー                                   |                                                    | ○                                                  |

ディズニー・ハリウッド・スタジオ版は、このアトラクションと同時にオープンした、ピクサー・アニメーション・スタジオを再現しているピクサー・プレイスに設置されていたが、2018年6月にオープンしたトイ・ストーリーランドに吸収される形でトイストーリーランドに位置するようになった。アトラクション内部のキューライン（待ち列）は、東京版と似た演出となっている。

### 東京ディズニーシー
| トイ・ストーリー・マニア! Toy Story MANIA! | トイ・ストーリー・マニア! Toy Story MANIA! | トイ・ストーリー・マニア! Toy Story MANIA!               | トイ・ストーリー・マニア! Toy Story MANIA!               |
| ------------------------------------------ | ------------------------------------------ | -------------------------------------------------------- | -------------------------------------------------------- |
| オープン日                                 | オープン日                                 | 2012年7月9日                                             | 2012年7月9日                                             |
| スポンサー                                 | スポンサー                                 | 花王株式会社（2015年7月1日 - ）                          | 花王株式会社（2015年7月1日 - ）                          |
| 所要時間                                   | 所要時間                                   | 約7分                                                    | 約7分                                                    |
| 定員                                       | 定員                                       | 12人（1列につき大人2名、幼児1名まで）                    | 12人（1列につき大人2名、幼児1名まで）                    |
| 利用制限                                   |                                            | 補助なしで座れない人、安定した姿勢を保てない人は利用不可 | 補助なしで座れない人、安定した姿勢を保てない人は利用不可 |
| ファストパス                               | ファストパス                               |                                                          | 対象外                                                   |
| シングルライダー                           | シングルライダー                           |                                                          | 対象外                                                   |

2012年に約115億円の投資をし、アメリカンウォーターフロントの新エリア「トイビル・トロリーパーク」内に設置された。正確な場所は、ブロードウェイ・ミュージックシアターとアメリカンウォーターフロント救護室の建物の間の奥、元々平面駐車場の一般用区画のあった場所。エリア及びアトラクションと共に、新ショップ「スリンキー・ドッグのギフトトロリー」などもオープンした。
内容はディズニー・ピクサー映画『トイ・ストーリー』シリーズを題材にした、TDR初の3D映像を使ったライドアトラクション。おもちゃ箱に入り込んだゲストは3Dメガネを装着したまま「トラム」と呼ばれるライドに乗り込み、トイ・ストーリーに登場する仲間たちと一緒に、立体映像の様々なターゲットを狙うゲームに参加する設定となっている。
アトラクション及び新エリアの外観は、古き良き移動遊園地をイメージしており、実在したルナパークという遊園地がモデルになっている。アトラクションの入口には高さ8メートルものウッディの顔が設置されている。ウッディの口から入るとそこはアンディのおもちゃ箱となっており、ゲストは知らぬ間におもちゃの大きさになっているといった演出がなされ、待ち列には巨大なトランプやおもちゃが設置されている。ウッディの顔から入りおもちゃサイズとなったゲストは、トラムに乗ってアンディのベッドの下に入りゲームを楽しむという演出になっている。
ファストパスの発券機はトイビル・トロリーパークの奥、スタンバイ用Qラインの左側に8台設置されていた。なお、他のアトラクションと異なりファストパス発券所はチェーンで区分けされている為、発券が終了した場合はスタンバイのQラインとして使われる事がある。
オープン前の6月26日から7月3日にかけてスニークプレビュー、7月5日にプレスプレビューが行われた。
7月5日よりディズニーリゾートラインにて、キャラクターがラッピングされた車両「トイ・ストーリー・マニア!号」の運行が開始された。2013年3月31日まで運行された。
オープン初日はスタンバイ列は4時間を超える長蛇の列ができ、待ち時間の表示は最大で400分待ちを記録した。列はケープコッド方面へ向かうハドソンリバーブリッジ付近まで延びた。ファストパスの発券も開園から約1時間で終了した。オープン後初の三連休だった7月14日土曜日にも400分待ち、7月16日月曜日には過去最高となる500分待ちを記録した。お盆休みの初日である8月13日月曜日にも500分待ちを記録した。
オープン当初からスポンサーはついていなかったが、2015年7月1日より花王がオフィシャルスポンサーとして提供を開始した。
2022年6月10日から有料の時間指定サービスである「ディズニー・プレミアアクセス」を導入する。
乗車前のアナウンスは日本語版をミスター・ポテトヘッドが担当している。

#### スリンキー・ドッグのギフトトロリー
| スリンキー・ドッグのギフトトロリー | スリンキー・ドッグのギフトトロリー |
| ---------------------------------- | ---------------------------------- |
| オープン日                         | 2012年7月9日                       |
| スポンサー                         | なし                               |
| 宅配センター                       | なし                               |

スリンキー・ドッグのギフトトロリー(Slinky Dog's Gift Trolley)は、トイビル・トロリーパーク内にある路面電車のトラム型のワゴンショップで、トイ・ストーリー関連のグッズを販売している。ショップがワゴンのため、販売しているグッズは少なめ。設定は、トイビル・トロリーパークを造ったトイビル・トロリー・カンパニーで使われなくなった車両を、グッズを販売するワゴンとして再利用したというもの。

#### トイボックスプレイハウス
トイボックスプレイハウス(Toy Box Play House)は、ミスター・ポテトヘッドのゆかいなショーを楽しめるエリア。自分で耳のパーツを外したりできる(時々はめ直すのに失敗して耳を落とし、フリーズしてショーを中断してしまうことがある)ミスター・ポテトヘッドのオーディオアニマトロニクスが設置されている。ミセス・ポテトヘッドも声で参加する。アメリカの2パークにも設置されている。
声の出演
- ミスター・ポテトヘッド：辻萬長
- ミセス・ポテトヘッド：松金よね子

#### ブルズアイのカーニバルコラール
ブルズアイのカーニバルコラール(Bullseye's Carnival Corral)は、ミニゲームを楽しめるエリア。以下3つのゲームが設置されている。なお、「コラール」とは英語で家畜の檻のこと。
- ブレイジン・バッカルー(Blazin' Buck A Roo)

かけっこゲーム。結果はアトラクション同様6匹の動物で評価される。
- マジック・ミラー(Magic Mirrors)

動く鏡。映った自分の姿が歪んで見える。
- ウッディのワンダーワゴン(Woody's Wonder Wagon)

ハンドルを回すと、ワゴン内にいるウッディやジェシーらが動く。

#### "トイ・ストーリー・マニア!"チャレンジ
7月9日から8月31日までの期間限定で行われた体験型プログラム。ゲストはトイ・ストーリーに登場するキャラクターに関するクロスワードを解き、パーク内にいる「おたすけキャスト」を探し出してキーワードを聞き出すミッションに挑戦する。クリアすればゴール地点でフレンドシップメダルが貰える。

## Trivia
- アトラクションの公式ロゴは東京版だけ異なる他、英語表記が「Toy Story MANIA!」なのも東京だけである（アメリカの2パークでは「Toy Story MIDWAY MANIA!」表記）。

- リニューアル後のスコア発表の画面で、『3』で登場したスペイン語バージョンのバズが登場する。

- 東京版の待ち列の3Dメガネを受け取る場所の上に、『2』で登場したウッディのヨーヨーが吊されている。また、トラム乗り場では映画内のアンディの部屋にあったミッキーの掛け時計や、ピクサーでおなじみのボールも存在する。

- 「トイボックスプレイハウス」の上部にある看板には、トイ・ストーリーの前身である短編「ティン・トイ」に登場するおもちゃがある。

- 東京ディズニーランドにある「グーフィーのペイント&プレイハウス」で使うペンキの噴射装置「トゥーントーン・スプラットマスター」は、このアトラクションで使うシューターと同じ形をしている。ただし、あちらはひもを引っ張るものの他、ボタンを押すものやハンドルを回すものがある。

- 「トイボックスプレイハウス」で行われているミスター・ポテトヘッドのショーでは、時々耳が落ちたりするハプニングがあるが、キャストがこのショーには付き添いしている為、中断されることはない（システム不具合の場合は中断あり）。アメリカの2パークではQライン上にミスターポテトヘッドが設置されていて、キャストはいないため、耳が落ちると子供などが侵入したと判断され、エラーを起こし、停止する。

- アメリカでは、2009年にアトラクションと同じ名前のゲームソフトが発売されているが、アトラクションと同じく内容もシューティングゲームとなっている。